# Fessendjan
Le khorecht-e fessendjan (en persan : خورشت فسنجان / xorešt-e fesenjân) ou plus simplement fessendjan (en persan : فسنجان / fesenjân) est un plat des cuisines iranienne, irakienne et turque. C'est un ragoût épais de couleur brune préparé à partir de jus de grenade et de noix pilées, qui accompagne généralement de la volaille (canard, poulet…), même si des variantes utilisant des boulettes de viande, de l'agneau ou du poisson ne sont pas rares. Ce plat est généralement servi avec du riz.
Une pratique familiale traditionnelle de la région du sud de la mer Caspienne consiste à ajouter un clou en fer dans le plat lors de la cuisson afin d'ajouter une saveur minérale au plat. Il est même suggéré que cette pratique augmente l'apport nutritif en fer du plat.